# تريسي كاميرون
تريسي كاميرون هي مجدفة كندية، ولدت في 1 فبراير 1975 في Truro, Nova Scotia ‏ في كندا.

## وصلات خارجية
- تريسي كاميرون على موقع الاتحاد الدولي للتجديف (الإنجليزية)
- تريسي كاميرون على موقع اللجنة الأولمبية الدولية (الإنجليزية)
- تريسي كاميرون على موقع أوليمبيديا (الإنجليزية)
- تريسي كاميرون على موقع اللجنة الأولمبية الكندية (الإنجليزية)